# 刘仇
刘仇（？—？），湖南汉寿人，中华民国政治人物。
刘仇于民国34年（1945年）接替戴启熊任霞浦县县长，翌年由徐尧炤接任，转而接替张辅翼担任永春县县长，同年卸任，由李逸云接任。